# Шосейна вулиця (Миколаїв)

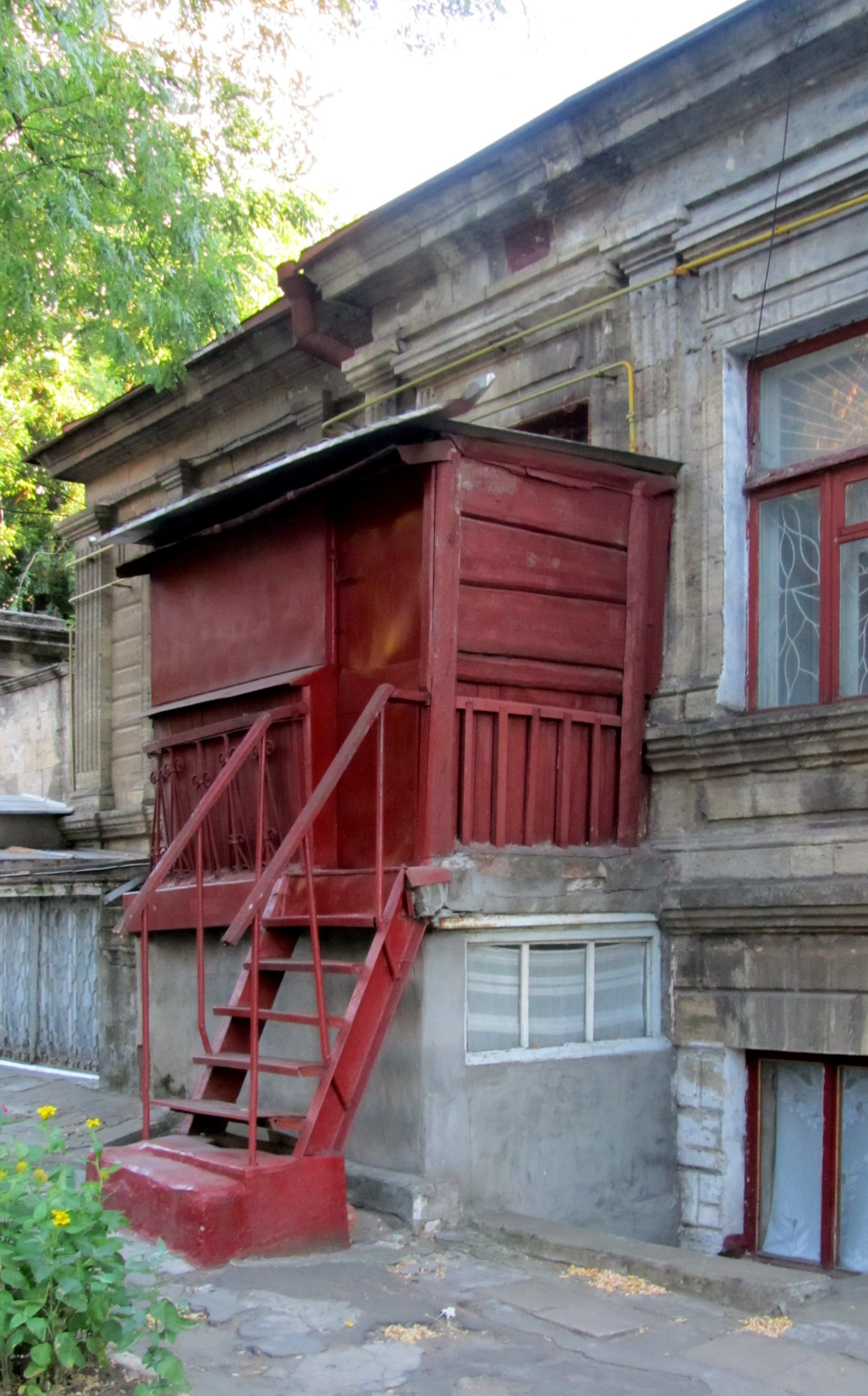
Один із старих будинків на Шосейній вулиці

Вулиця Шосейна у місті Миколаєві проходить від вулиці Нікольської до Привокзальної площі.
Вулиця Шосейна з'явилася наприкінці XIX століття (1873 р.). Спочатку це було шосе, що з'єднало по прямій залізничний вокзал та Бузький міст. Шосе називали дорогу на вокзал, а пізніше Спасько-Вокзальне шосе, оскільки воно з'єднувало Спаськ (район нинішнього Яхт-клубу) із залізничним вокзалом. Шосе проходило через Піски та землі Морського відомства. Існувала паралельна назва Одесько-Вокзальне шосе — по крайнім пунктам — Вокзал і Одеська застава, які з'єднувало шосе. У 80-х роках XIX століття, коли навколо шосе з'явились дачі та вулиці Поперечні, шосе перейменували на вулицю Шосейну. Після Жовтневого перевороту названа вул. Фрунзе — у пам'ять про М. В. Фрунзе. У районі вулиці Шосейної було багато колодязів. Згодом тут пробурили свердловини для міського водогону.
Згідно з розпорядженням Миколаївського міського голови № 28р від 19 лютого 2016 року «Про перейменування об'єктів топоніміки» вулиця Фрунзе була перейменована на вулицю Шосейну. Вулиці повернули історичну назву.